# Rozrząd tulejowy

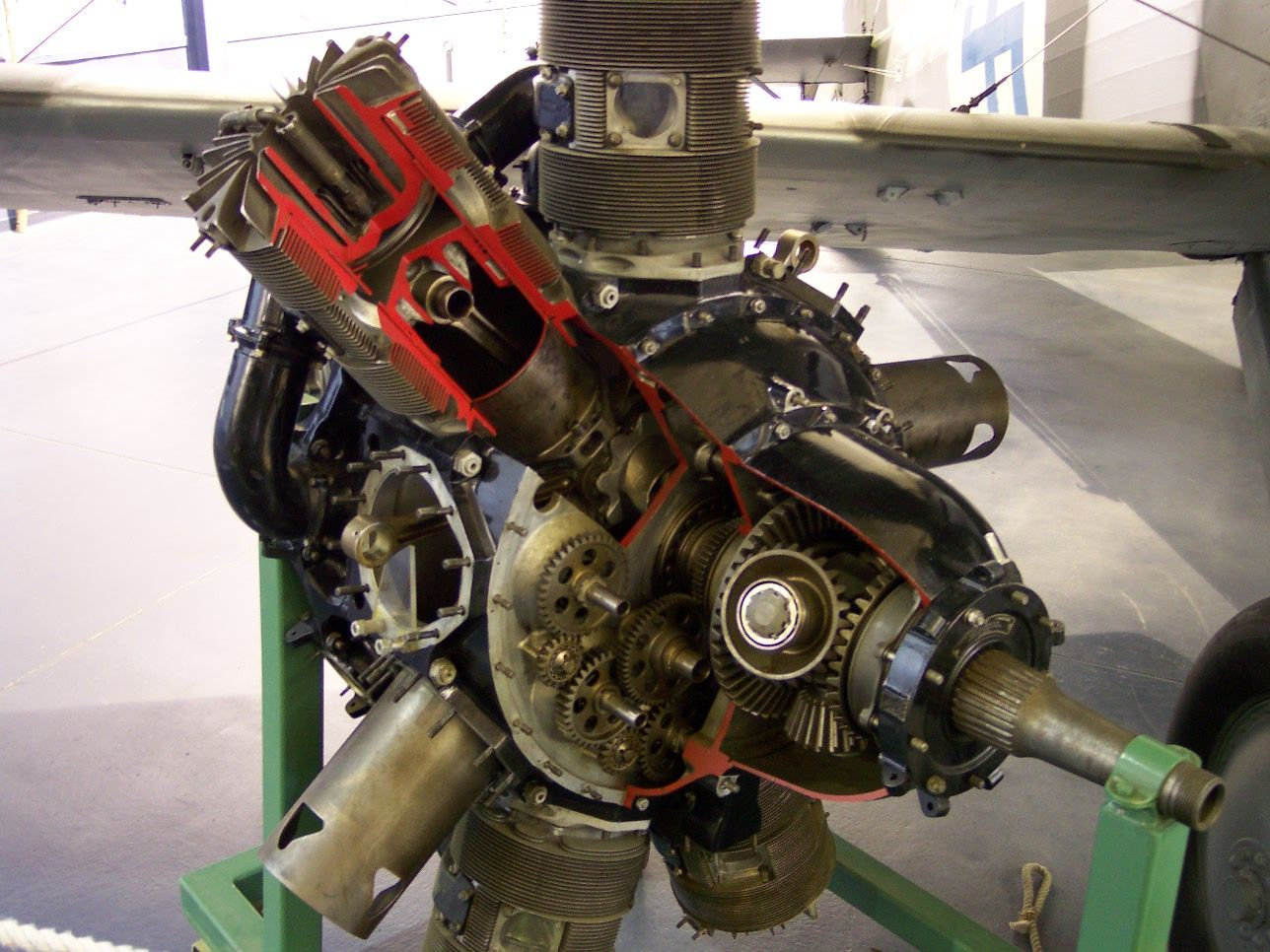

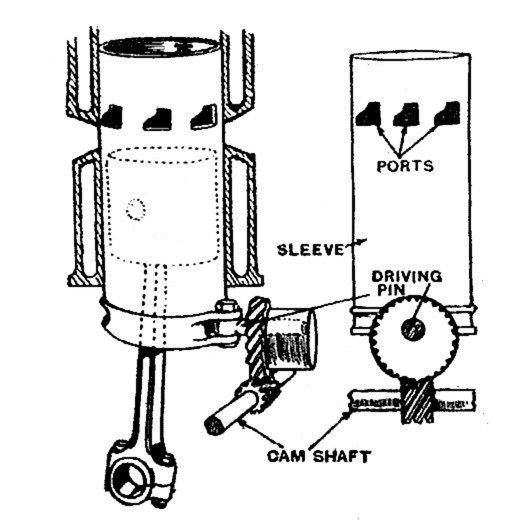

Rozrząd tulejowy - rodzaj układu rozrządu w czterosuwowym silniku spalinowym, opatentowany w swej pierwotnej wersji w roku 1905 przez amerykańskiego wynalazcę Charlesa Yale'a Knighta, stosowany chętnie w silnikach lotniczych (i nie tylko) lat 30. i 40. XX wieku. Można również spotkać eponim „rozrząd Knighta”.

## Opis
W starszym rozrządzie zaworowym silnika czterosuwowego zarówno napełnianie cylindra ładunkiem, jak i opróżnianie go ze spalin odbywa się poprzez zawory umieszczone najczęściej w głowicy (silnik górnozaworowy), wyjątkowo w kadłubie (silnik dolnozaworowy). 
W rozrządzie tulejowym rolę zaworów spełniają okna znajdujące się zarówno na obwodzie cylindra (blisko głowicy) jak i w specjalnej tulei znajdującej się pomiędzy tłokiem a cylindrem silnika. Ta dodatkowa tuleja sterująca otwarciem okien pełni (wraz z układem sterującym) rolę rozrządu. 
Historycznie były to dwie tuleje poruszające się ruchem posuwisto-zwrotnym (pierwsze konstrukcje z roku 1901). Później zastosowano jedną tuleję (zwaną czasem suwakiem) poruszającą się po linii śrubowej. Pierwsze samochody z silnikami z tym systemem rozrządu powstały w roku 1907. Silniki mając znaczne wysilenie cechowały się elastyczną pracą (płaską biegunową momentu obrotowego). Były też znacznie cichsze podczas pracy od silników z rozrządem zaworowym. Najdłużej silniki z rozrządem tulejowym stosowała belgijska firma Minerva.
Przez okna dolotowe (ssące) dostaje się do silnika ładunek (mieszanka), przez okna wydechowe są usuwane gazy spalinowe. Tuleja ta jest poruszana złożonym mechanizmem znajdującym się w skrzyni korbowej i wykonuje ruch posuwisto - obrotowy. Okna na tulei w odpowiednich momentach nakładając się na okna w cylindrze otwierają i zamykają przelot, pozwalając na wymianę ładunku w silniku, oraz na usunięcie spalin z silnika. W głowicy silnika znajdują się jedynie gniazda do świec zapłonowych, nie ma w niej żadnych elementów ruchomych.

## Zastosowanie

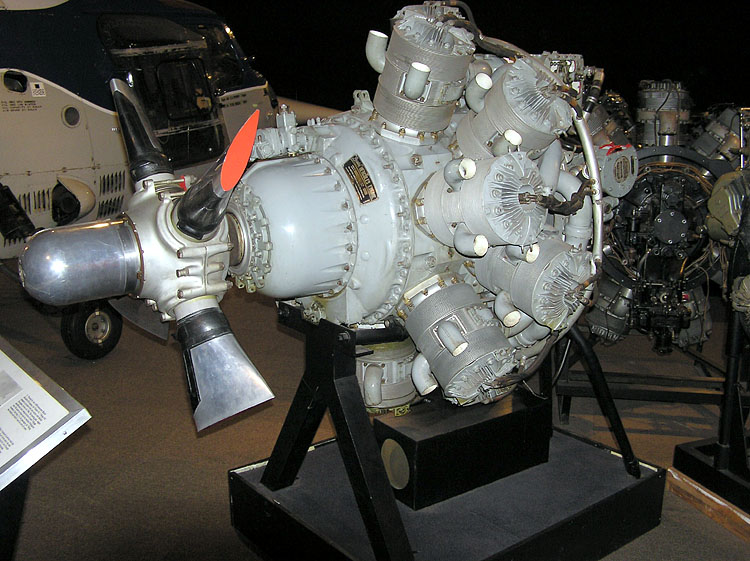
Bristol Hercules

Ten układ rozrządu stosowała np. firma Bristol w silnikach gwiazdowych (np. Bristol Hercules), Gabriel Voisin w swoich samochodach Avions Voisin czy firma Napier z silnikiem Sabre zbudowanym w układzie H i stosowanym np. w myśliwcu Hawker Tempest.

## Zalety
Zalety rozrządu tulejowego były następujące:
- Zwarta konstrukcja silnika (mała średnica gwiazdowego, niski silnik rzędowy)
- Dobra wymiana ładunku (wysoka moc bez udziału wydajnych form doładowania)
- Cicha praca
- Prosta konstrukcja głowicy silnika i jej dobre chłodzenie
- Brak szczególnie gorącego elementu jakim jest w głowicy zawór wydechowy przyczyniał się do mniejszego ryzyka spalania stukowego
- Brak ryzyka uderzenia tłoka w otwarty zawór np. podczas awarii rozrządu czy nadmiernego wzrostu prędkości obrotowej silnika.

## Wady
Wady rozrządu tulejowego wynikały z istoty zastosowania dodatkowego elementu roboczego pomiędzy tłokiem a tuleją cylindrową silnika i były następujące:
- Bardzo złożony mechanizm napędu tulei sterującej przez układ rozrządu w skrzyni korbowej
- Problemy z odprowadzaniem ciepła od tłoka i cylindra
- Problemy ze smarowaniem obu tulei i skłonnością do zacierania się silnika podczas dłuższej pracy na pełnej mocy
- Problemy z krzepnięciem smaru pomiędzy tuleją sterującą a tuleją cylindrową podczas postoju silnika na mrozie
- Problemy z uzyskaniem dużych prędkości obrotowych silnika z uwagi na groźbę zatarcia.

Udoskonalenie rozrządu zaworowego (zwłaszcza wynalezienie rozrządu OHC i jego wersji rozwojowej DOHC) oraz istniejące wady i brak zapotrzebowania na lotnicze silniki tłokowe dużej mocy spowodowały, że w czasach obecnych rozrząd tulejowy nie jest praktycznie stosowany. 